# Senátorský klub KDU-ČSL a nezávislí
Senátorský klub KDU-ČSL a nezávislí patří mezi nejstarší kluby v českém Senátu.

## Současné složení klubu
| Volební strana | Mandáty | Politická příslušnost | osoba                                                                                            |
| -------------- | ------- | --------------------- | ------------------------------------------------------------------------------------------------ |
| KDU-ČSL        | 8       | KDU-ČSL               | J. Vítková, J. Seitlová, B. Procházka, J. Čunek, P. Kunčar, J. Bazala, E. Rajchmanová, I. Váňová |
| KDU-ČSL        | 3       | bezpp.                | L. Kantor, J. Klement, M. Horská                                                                 |
| KDU-ČSL+SproK  | 1       | SproK                 | P. Fiala                                                                                         |

## Historie KDU-ČSL v Senátu
Senátorský klub vznikl hned po prvních senátních volbách v roce 1996. Díky dohodě o povolební spolupráci s ODA (a také vyjednávání) se podařilo získat pro klub pozici předsedy Senátu, kterým se stal Petr Pithart. Vzhledem k dohodě dvou nejsilnějších sněmovních stran ODS a ČSSD, známé jako tzv. opoziční smlouva, byl po volbách v roce 1998 zvolen do čela Senátu zástupce klubu ODS, který byl také nejpočetnějším klubem. Předsedkyní Senátu se stala Libuše Benešová.  
Volby v roce 2000 znamenaly úspěch pro KDU-ČSL a další strany, které kandidovaly společně jako tzv. Čtyřkoalice. KDU-ČSL si tak zajistila křeslo předsedy Senátu na další 4 roky.
V roce 2009 došlo k odchodu tří senátorů od lidovců k nově vzniklé TOP 09, čímž klub zanikl, protože neměl dostatek členů vyžadovaný jednacím řádem Senátu. Po volbách v roce 2010 došlo k jeho obnově.

## Předsedové klubu
| Č.          | Osoba                | Začátek            | Konec              |
| ----------- | -------------------- | ------------------ | ------------------ |
| 1.          | Jiří Šenkýř          | 19. prosince 1996  | 23. listopadu 2002 |
| 2.          | Josef Kaňa           | 26. listopadu 2002 | 21. listopadu 2004 |
| 3.          | Adolf Jílek          | 30. listopadu 2004 | 3. listopadu 2008  |
| 4.          | Rostislav Slavotínek | 3. listopadu 2008  | 8. října 2009      |
| klub zanikl |                      |                    |                    |
| 5.          | Václav Koukal        | 2. listopadu 2010  | 28. října 2012     |
| 6.          | Petr Šilar           | 1. listopadu 2012  | 15. října 2020     |
| 7.          | Šárka Jelínková      | 15. října 2020     | 11. října 2022     |
| 8.          | Josef Klement        | 11. října 2022     | úřadující          |

## Členové klubu ve vedení Senátu Parlamentu České republiky
Předseda Senátu
- Petr Pithart (18. prosince 1996 – 16. prosince 1998; podruhé: 19. prosince 2000 – 15. prosince 2004)

1. Místopředseda Senátu
- Petr Pithart (15. prosince 2004 – 16. listopadu 2008)
- Miluše Horská (16. listopadu 2016 – 14. listopadu 2018)

Místopředsedové Senátu
- Petr Pithart (16. prosince 1998 – 19. prosince 2000; podruhé: 26. listopadu 2008 – 28. října 2012)
- Miluše Horská (5. prosince 2012 – 23. října 2016; podruhé: 14. listopadu 2018 – 11. listopadu 2020)
- Jitka Seitlová (11. listopadu 2020 – dosud)

## Počet členů klubu
| Funkční období Senátu | 1. | 2. | 3. | 4. | *d | *d | 5. | 6. | 7. | 8. | 9. | 10. | 11. | 12. | 13. | 14. |
| --------------------- | -- | -- | -- | -- | -- | -- | -- | -- | -- | -- | -- | --- | --- | --- | --- | --- |
| Počet členů klubu     | 14 | 17 | 19 | 15 | 16 | 17 | 14 | 11 | 7  | 6  | 9  | 11  | 16  | 15  | 12  | 12  |

Vysvětlivka: *d = doplňovací volby (KDU-ČSL ztratila/získala mandát v doplňovacích volbách)

## Přehledy v jednotlivých funkčních obdobích

### 1. funkční období (1996–1998)
Vedení klubu:
- předseda: Jiří Šenkýř
- místopředsedové: Jan Benda, Bohumil Čada

| Senátní obvod            | Osoba            | Politická příslušnost | Délka mandátu |
| ------------------------ | ---------------- | --------------------- | ------------- |
| 44 – Chrudim             | Petr Pithart     | BEZPP                 | 4             |
| 46 – Ústí nad Orlicí     | Bohumil Čada     | KDU-ČSL               | 2             |
| 48 – Rychnov nad Kněžnou | František Bartoš | KDU-ČSL               | 6             |
| 50 – Svitavy             | Jiří Brýdl       | BEZPP                 | 4             |
| 51 – Žďár nad Sázavou    | Jiří Šenkýř      | KDU-ČSL               | 6             |
| 53 – Třebíč              | Pavel Heřman     | BEZPP (za DEU)        | 4             |
| 54 – Znojmo              | Milan Špaček     | KDU-ČSL               | 6             |
| 57 – Vyškov              | Oldřich Dočekal  | KDU-ČSL               | 6             |
| 60 – Brno-město          | Jan Zahradníček  | KDU-ČSL               | 6             |
| 73 – Frýdek-Místek       | Emil Škrabiš     | KDU-ČSL               | 2             |
| 76 – Kroměříž            | Eva Nováková     | KDU-ČSL               | 2             |
| 79 – Hodonín             | Jan Benda        | KDU-ČSL               | 2             |
| 80 – Zlín                | Jiří Stodůlka    | KDU-ČSL               | 4             |
| 81 – Uherské hradiště    | Jaroslav Petřík  | KDU-ČSL               | 6             |

Seznam všech senátorů v tomto funkčním období

### 2. funkční období (1998–2000)
Vedení klubu:
- předseda: Jiří Šenkýř
- místopředsedové: Josef Kaňa, Jaroslav Šula

| Senátní obvod            | Osoba                | Politická příslušnost | Rok zvolení |
| ------------------------ | -------------------- | --------------------- | ----------- |
| 22 – Praha 10            | Zuzana Roithová      | BEZPP                 | 1998        |
| 44 – Chrudim             | Petr Pithart         | KDU-ČSL               | 1996        |
| 46 – Ústí nad Orlicí     | Bohumil Čada         | KDU-ČSL               | 1996, 1998  |
| 48 – Rychnov nad Kněžnou | František Bartoš     | KDU-ČSL               | 1996        |
| 49 – Blansko             | Stanislav Bělehrádek | KDU-ČSL               | 1998        |
| 50 – Svitavy             | Jiří Brýdl           | BEZPP                 | 1996        |
| 51 – Žďár nad Sázavou    | Jiří Šenkýř          | KDU-ČSL               | 1996        |
| 53 – Třebíč              | Pavel Heřman         | BEZPP (za DEU)        | 1996        |
| 54 – Znojmo              | Milan Špaček         | KDU-ČSL               | 1996        |
| 57 – Vyškov              | Oldřich Dočekal      | KDU-ČSL               | 1996        |
| 60 – Brno-město          | Jan Zahradníček      | KDU-ČSL               | 1996        |
| 67 – Nový Jičín          | Jaroslav Šula        | KDU-ČSL               | 1998        |
| 73 – Frýdek-Místek       | Emil Škrabiš         | KDU-ČSL               | 1996, 1998  |
| 76 – Kroměříž            | František Kroupa     | BEZPP                 | 1998        |
| 79 – Hodonín             | Josef Kaňa           | KDU-ČSL               | 1998        |
| 80 – Zlín                | Jiří Stodůlka        | KDU-ČSL               | 1996        |
| 81 – Uherské hradiště    | Jaroslav Petřík      | KDU-ČSL               | 1996        |

Seznam všech senátorů v tomto funkčním období

### 3. funkční období (2000–2002)
Vedení klubu:
- předseda klubu: Jiří Šenkýř
- 1. místopředseda: Josef Kaňa
- místopředsedové: Jiří Stodůlka, Milan Šimonovský

| Senátní obvod            | Osoba                | Politická příslušnost | Rok zvolení |
| ------------------------ | -------------------- | --------------------- | ----------- |
| 22 – Praha 10            | Zuzana Roithová      | BEZPP                 | 1998        |
| 44 – Chrudim             | Petr Pithart         | KDU-ČSL               | 1996, 2000  |
| 46 – Ústí nad Orlicí     | Bohumil Čada         | KDU-ČSL               | 1996, 1998  |
| 48 – Rychnov nad Kněžnou | František Bartoš     | KDU-ČSL               | 1996        |
| 49 – Blansko             | Stanislav Bělehrádek | KDU-ČSL               | 1998        |
| 50 – Svitavy             | Jiří Brýdl           | BEZPP                 | 1996, 2000  |
| 51 – Žďár nad Sázavou    | Jiří Šenkýř          | KDU-ČSL               | 1996        |
| 53 – Třebíč              | Pavel Janata         | KDU-ČSL               | 2000        |
| 54 – Znojmo              | Milan Špaček         | KDU-ČSL               | 1996        |
| 57 Vyškov                | Oldřich Dočekal      | KDU-ČSL               | 1996        |
| 59 – Brno-město          | Milan Šimonovský     | KDU-ČSL               | 2000        |
| 60 – Brno-město          | Jan Zahradníček      | KDU-ČSL               | 1996        |
| 65 – Šumperk             | Adolf Jílek          | KDU-ČSL               | 2000        |
| 67 – Nový Jičín          | Jaroslav Šula        | KDU-ČSL               | 1998        |
| 73 – Frýdek-Místek       | Emil Škrabiš         | KDU-ČSL               | 1996, 1998  |
| 76 – Kroměříž            | František Kroupa     | BEZPP                 | 1998        |
| 79 – Hodonín             | Josef Kaňa           | KDU-ČSL               | 1998        |
| 80 – Zlín                | Jiří Stodůlka        | KDU-ČSL               | 1996, 2000  |
| 81 – Uherské hradiště    | Jaroslav Petřík      | KDU-ČSL               | 1996        |

Seznam všech senátorů v tomto funkčním období

### 4. funkční období (2002–2004)
Vedení klubu:
- předseda: Josef Kaňa
- 1. místopředseda: Jiří Stodůlka
- místopředseda: Adolf Jílek

| Senátní obvod         | Osoba                | Politická příslušnost | Rok zvolení |
| --------------------- | -------------------- | --------------------- | ----------- |
| 12 – Strakonice       | Josef Kalbáč         | KDU-ČSL               | 2003        |
| 22 – Praha 10         | Zuzana Roithová      | BEZPP                 | 1998        |
| 29 – Litoměřice       | Zdeněk Bárta         | KDU-ČSL               | 2000        |
| 44 – Chrudim          | Petr Pithart         | KDU-ČSL               | 1996, 2000  |
| 46 – Ústí nad Orlicí  | Bohumil Čada         | KDU-ČSL               | 1996, 1998  |
| 49 – Blansko          | Stanislav Bělehrádek | KDU-ČSL               | 1998        |
| 50 – Svitavy          | Jiří Brýdl           | BEZPP                 | 1996, 2000  |
| 53 – Třebíč           | Pavel Janata         | KDU-ČSL               | 2000        |
| 59 – Brno-město       | Milan Šimonovský     | KDU-ČSL               | 2000        |
| 65 – Šumperk          | Adolf Jílek          | KDU-ČSL               | 2000        |
| 67 – Nový Jičín       | Jaroslav Šula        | KDU-ČSL               | 1998        |
| 73 – Frýdek-Místek    | Emil Škrabiš         | KDU-ČSL               | 1996, 1998  |
| 76 – Kroměříž         | František Kroupa     | BEZPP                 | 1998        |
| 79 – Hodonín          | Josef Kaňa           | KDU-ČSL               | 1998        |
| 80 – Zlín             | Jiří Stodůlka        | KDU-ČSL               | 1996, 2000  |
| 81 – Uherské hradiště | Josef Vaculík        | KDU-ČSL               | 2002        |

Seznam všech senátorů v tomto funkčním období

### 5. funkční období (2004–2006)
Vedení klubu:
- předseda: Adolf Jílek
- 1. místopředseda: Jiří Stodůlka
- místopředsedové: Ludmila Müllerová, Milan Špaček

| Senátní obvod         | Osoba                | Politická příslušnost | Rok zvolení |
| --------------------- | -------------------- | --------------------- | ----------- |
| 12 – Strakonice       | Josef Kalbáč         | KDU-ČSL               | 2003        |
| 29 – Litoměřice       | Zdeněk Bárta         | BEZPP                 | 2000        |
| 44 – Chrudim          | Petr Pithart         | KDU-ČSL               | 1996, 2000  |
| 45 – Hradec Králové   | Karel Barták         | BEZPP                 | 1996, 2002  |
| 46 – Ústí nad Orlicí  | Ludmila Müllerová    | KDU-ČSL               | 2004        |
| 49 – Blansko          | Stanislav Bělehrádek | KDU-ČSL               | 1998        |
| 50 – Svitavy          | Jiří Brýdl           | BEZPP                 | 1996, 2000  |
| 53 – Třebíč           | Pavel Janata         | KDU-ČSL               | 2000        |
| 54 – Znojmo           | Milan Špaček         | KDU-ČSL               | 2004        |
| 58 – Brno-město       | Rostislav Slavotínek | KDU-ČSL               | 2004        |
| 59 – Brno-město       | Milan Šimonovský     | KDU-ČSL               | 2000        |
| 65 – Šumperk          | Adolf Jílek          | KDU-ČSL               | 2000        |
| 80 – Zlín             | Jiří Stodůlka        | KDU-ČSL               | 1996, 2000  |
| 81 – Uherské hradiště | Josef Vaculík        | KDU-ČSL               | 2002        |

Seznam všech senátorů v tomto funkčním období

### 6. funkční období (2006–2008)
Vedení klubu:
- předseda: Adolf Jílek
- 1. místopředseda: Josef Kalbáč
- místopředsedové: Josef Vaculík, Milan Špaček

| Senátní obvod         | Osoba                | Politická příslušnost | Rok zvolení      |
| --------------------- | -------------------- | --------------------- | ---------------- |
| 12 – Strakonice       | Josef Kalbáč         | KDU-ČSL               | 2003             |
| 44 – Chrudim          | Petr Pithart         | KDU-ČSL               | 1996, 2000, 2006 |
| 45 – Hradec Králové   | Karel Barták         | BEZPP                 | 1996, 2002       |
| 46 – Ústí nad Orlicí  | Ludmila Müllerová    | KDU-ČSL               | 2004             |
| 50 – Svitavy          | Václav Koukal        | BEZPP                 | 2006             |
| 52 – Jihlava          | Václav Jehlička      | KDU-ČSL               | 2004             |
| 54 – Znojmo           | Milan Špaček         | KDU-ČSL               | 2004             |
| 58 – Brno-město       | Rostislav Slavotínek | KDU-ČSL               | 2004             |
| 77 – Vsetín           | Jiří Čunek           | KDU-ČSL               | 2006             |
| 65 – Šumperk          | Adolf Jílek          | KDU-ČSL               | 2000             |
| 81 – Uherské hradiště | Josef Vaculík        | KDU-ČSL               | 2002             |

Seznam všech senátorů v tomto funkčním období

### 7. funkční období (2008–2010)
Vedení klubu:
- předseda: Rostislav Slavotínek

- 1. místopředseda: Václav Koukal
- místopředsedkyně: Ludmila Müllerová

Klub v tomto funkčním období existoval pouze do října 2009, kdy odchodem tří jeho členů došlo k zániku klubu.
| Senátní obvod        | Osoba                | Politická příslušnost | Rok zvolení      | Poznámka                                              |
| -------------------- | -------------------- | --------------------- | ---------------- | ----------------------------------------------------- |
| 44 – Chrudim         | Petr Pithart         | KDU-ČSL               | 1996, 2000, 2006 |                                                       |
| 46 – Ústí nad Orlicí | Ludmila Müllerová    | KDU-ČSL               | 2004             | v říjnu 2009 přestoupila do klubu TOP 09 a Starostové |
| 50 – Svitavy         | Václav Koukal        | BEZPP                 | 2006             |                                                       |
| 52 – Jihlava         | Václav Jehlička      | KDU-ČSL               | 2004             | v říjnu 2009 přestoupil do klubu TOP 09 a Starostové  |
| 58 – Brno-město      | Rostislav Slavotínek | KDU-ČSL               | 2004             |                                                       |
| 77 – Vsetín          | Jiří Čunek           | KDU-ČSL               | 2006             |                                                       |
| 65 – Šumperk         | Adolf Jílek          | KDU-ČSL               | 2000, 2006       | v říjnu 2009 přestoupil do klubu TOP 09 a Starostové  |

Seznam všech senátorů v tomto funkčním období

### 8. funkční období (2010–2012)
Vedení klubu:
- předseda: Václav Koukal

- místopředseda: Petr Šilar

| Senátní obvod        | Osoba             | Politická příslušnost | Rok zvolení      |
| -------------------- | ----------------- | --------------------- | ---------------- |
| 43 – Pardubice       | Miluše Horská     | BEZPP (za Nestraníci) | 2010             |
| 44 – Chrudim         | Petr Pithart      | KDU-ČSL               | 1996, 2000, 2006 |
| 46 – Ústí nad Orlicí | Petr Šilar        | KDU-ČSL               | 2010             |
| 50 – Svitavy         | Václav Koukal     | BEZPP (za KDU-ČSL)    | 2006             |
| 58 – Brno-město      | Stanislav Juránek | KDU-ČSL               | 2010             |
| 77 – Vsetín          | Jiří Čunek        | KDU-ČSL               | 2006             |

Seznam všech senátorů v tomto funkčním období

### 9. funkční období (2012–2014)
Vedení klubu:
- předseda: Petr Šilar
- 1. místopředseda: Miluše Horská
- místopředseda: Libor Michálek

V tomto volebním období klub nesl jméno Klub pro obnovu demokracie - KDU-ČSL a nezávislí.
| Senátní obvod        | Osoba             | Politická příslušnost     | Rok zvolení |                                                          |
| -------------------- | ----------------- | ------------------------- | ----------- | -------------------------------------------------------- |
| 12 – Strakonice      | Miroslav Krejča   | BEZPP (dřív za ČSSD)      | 2008        |                                                          |
| 26 – Praha 2         | Libor Michálek    | BEZPP (SZ+Piráti+KDU-ČSL) | 2012        |                                                          |
| 43 – Pardubice       | Miluše Horská     | BEZPP (za NK)             | 2010        |                                                          |
| 44 – Chrudim         | Jan Veleba        | BEZPP                     | 2012        | v březnu 2014 přestoupil do klubu SPO(Z)+KSČM+Severočech |
| 46 – Ústí nad Orlicí | Petr Šilar        | KDU-ČSL                   | 2010        |                                                          |
| 58 – Brno-město      | Stanislav Juránek | KDU-ČSL                   | 2010        |                                                          |
| 65 – Šumperk         | Zdeněk Brož       | BEZPP (za KDU-ČSL+NV)     | 2012        |                                                          |
| 77 – Vsetín          | Jiří Čunek        | KDU-ČSL                   | 2006, 2012  |                                                          |
| 80 – Zlín            | Tomio Okamura     | BEZPP                     | 2012        | zánik mandátu po sněmovních volbách v roce 2013          |
| 80 – Zlín            | Patrik Kunčar     | KDU-ČSL                   | 2014        | doplňovací volby po zániku mandátu Tomia Okamury         |

Seznam všech senátorů v tomto funkčním období

### 10. funkční období (2014–2016)
Vedení klubu:
- předseda: Petr Šilar
- 1. místopředseda: Stanislav Juránek
- 2. místopředseda: Zdeněk Brož

| Senátní obvod         | Osoba             | Politická příslušnost | Rok zvolení |
| --------------------- | ----------------- | --------------------- | ----------- |
| 27 – Praha 1          | Václav Hampl      | BEZPP (za KDU-ČSL+SZ) | 2014        |
| 43 – Pardubice        | Miluše Horská     | BEZPP (za NK)         | 2010        |
| 46 – Ústí nad Orlicí  | Petr Šilar        | KDU-ČSL               | 2010        |
| 51 – Žďár nad Sázavou | František Bradáč  | KDU-ČSL               | 2014        |
| 58 – Brno-město       | Stanislav Juránek | KDU-ČSL               | 2010        |
| 60 – Brno-město       | Zdeněk Papoušek   | KDU-ČSL               | 2014        |
| 65 – Šumperk          | Zdeněk Brož       | BEZPP (za KDU-ČSL+NV) | 2012        |
| 66 – Olomouc          | Alena Šromová     | KDU-ČSL               | 2014        |
| 69 – Frýdek-Místek    | Jiří Carbol       | KDU-ČSL               | 2014        |
| 77 – Vsetín           | Jiří Čunek        | KDU-ČSL               | 2006, 2012  |
| 80 – Zlín             | Patrik Kunčar     | KDU-ČSL               | 2014        |

Seznam všech senátorů v tomto funkčním období

### 11. funkční období (2016–2018)
Vedení klubu:
- předseda: Petr Šilar
- místopředsedkyně: Alena Šromová

| Senátní obvod         | Osoba            | Politická příslušnost             | Rok zvolení |
| --------------------- | ---------------- | --------------------------------- | ----------- |
| 22 – Praha 10         | Renata Chmelová  | BEZPP (za KDU-ČSL+Piráti+DPD+LES) | 2016        |
| 27 – Praha 1          | Václav Hampl     | BEZPP (za KDU-ČSL+SZ)             | 2014        |
| 43 – Pardubice        | Miluše Horská    | BEZPP (za NK)                     | 2010, 2016  |
| 46 – Ústí nad Orlicí  | Petr Šilar       | KDU-ČSL                           | 2010, 2016  |
| 49 – Blansko          | Jaromíra Vítková | KDU-ČSL                           | 2016        |
| 51 – Žďár nad Sázavou | František Bradáč | KDU-ČSL                           | 2014        |
| 60 – Brno-město       | Zdeněk Papoušek  | BEZPP (za KDU-ČSL)                | 2014        |
| 61 – Olomouc          | Lumír Kantor     | BEZPP (za KDU-ČSL)                | 2016        |
| 63 – Přerov           | Jitka Seitlová   | BEZPP (za KDU-ČSL+SZ)             | 2014        |
| 65 – Šumperk          | Zdeněk Brož      | BEZPP (za KDU-ČSL+NV)             | 2012        |
| 66 – Olomouc          | Alena Šromová    | KDU-ČSL                           | 2014        |
| 69 – Frýdek-Místek    | Jiří Carbol      | KDU-ČSL                           | 2014        |
| 76 – Kroměříž         | Šárka Jelínková  | KDU-ČSL                           | 2016        |
| 77 – Vsetín           | Jiří Čunek       | KDU-ČSL                           | 2006, 2012  |
| 79 – Hodonín          | Anna Hubáčková   | BEZPP (za KDU-ČSL)                | 2016        |
| 80 – Zlín             | Patrik Kunčar    | KDU-ČSL                           | 2014        |

Seznam všech senátorů v tomto funkčním období

### 12. funkční období (2018–2020)
Vedení klubu:
- předseda: Petr Šilar
- 1. místopředsedkyně: Šárka Jelínková
- 2. místopředsedkyně: Anna Hubáčková

| Senátní obvod         | Osoba             | Politická příslušnost             | Rok zvolení |
| --------------------- | ----------------- | --------------------------------- | ----------- |
| 22 – Praha 10         | Renata Chmelová   | BEZPP (za KDU-ČSL+Piráti+DPD+LES) | 2016        |
| 27 – Praha 1          | Václav Hampl      | BEZPP (za KDU-ČSL+SZ)             | 2014        |
| 43 – Pardubice        | Miluše Horská     | BEZPP (za NK)                     | 2010        |
| 46 – Ústí nad Orlicí  | Petr Šilar        | KDU-ČSL                           | 2010        |
| 49 – Blansko          | Jaromíra Vítková  | KDU-ČSL                           | 2016        |
| 51 – Žďár nad Sázavou | František Bradáč  | KDU-ČSL                           | 2014        |
| 58 – Brno-město       | Stanislav Juránek | KDU-ČSL                           | 2010        |
| 60 – Brno-město       | Zdeněk Papoušek   | BEZPP (za KDU-ČSL)                | 2014        |
| 61 – Olomouc          | Lumír Kantor      | BEZPP (za KDU-ČSL)                | 2016        |
| 63 – Přerov           | Jitka Seitlová    | BEZPP (za KDU-ČSL+SZ)             | 2014        |
| 65 – Šumperk          | Zdeněk Brož       | BEZPP (za KDU-ČSL+NV)             | 2012        |
| 66 – Olomouc          | Alena Šromová     | KDU-ČSL                           | 2014        |
| 69 – Frýdek-Místek    | Jiří Carbol       | KDU-ČSL                           | 2014        |
| 76 – Kroměříž         | Šárka Jelínková   | KDU-ČSL                           | 2016        |
| 77 – Vsetín           | Jiří Čunek        | KDU-ČSL                           | 2006, 2012  |
| 79 – Hodonín          | Anna Hubáčková    | BEZPP (za KDU-ČSL)                | 2016        |
| 80 – Zlín             | Patrik Kunčar     | KDU-ČSL                           | 2014        |

Seznam všech senátorů v tomto funkčním období

### 13. funkční období (2020–2022)
Vedení klubu:
- předsedkyně: Šárka Jelínková
- 1. místopředseda: Lumír Kantor

| Senátní obvod         | Osoba             | Politická příslušnost             | Rok zvolení      |
| --------------------- | ----------------- | --------------------------------- | ---------------- |
| 22 – Praha 10         | Renata Chmelová   | BEZPP (za KDU-ČSL+Piráti+DPD+LES) | 2016             |
| 43 – Pardubice        | Miluše Horská     | BEZPP (za NK)                     | 2010, 2016       |
| 46 – Ústí nad Orlicí  | Petr Šilar        | KDU-ČSL                           | 2012, 2018       |
| 49 – Blansko          | Jaromíra Vítková  | KDU-ČSL                           | 2016             |
| 51 – Žďár nad Sázavou | Josef Klement     | BEZPP (za KDU-ČSL)                | 2020             |
| 58 – Brno-město       | Stanislav Juránek | KDU-ČSL                           | 2010             |
| 61 – Olomouc          | Lumír Kantor      | BEZPP (za KDU-ČSL)                | 2016             |
| 63 – Přerov           | Jitka Seitlová    | BEZPP (za KDU-ČSL)                | 2014, 2020       |
| 76 – Kroměříž         | Šárka Jelínková   | KDU-ČSL                           | 2016             |
| 77 – Vsetín           | Jiří Čunek        | KDU-ČSL                           | 2006, 2012, 2018 |
| 79 – Hodonín          | Anna Hubáčková    | BEZPP (za KDU-ČSL)                | 2016             |
| 80 – Zlín             | Patrik Kunčar     | KDU-ČSL                           | 2014             |

Seznam všech senátorů v tomto funkčním období

### 14. funkční období (2022–2024)
Vedení klubu:
- předseda: Josef Klement
- 1. místopředseda: Josef Bazala

| Senátní obvod         | Osoba              | Politická příslušnost | Rok zvolení      |
| --------------------- | ------------------ | --------------------- | ---------------- |
| 40 – Kutná Hora       | Bohuslav Procházka | KDU-ČSL               | 2022             |
| 43 – Pardubice        | Miluše Horská      | BEZPP (za KDU-ČSL)    | 2010, 2016, 2022 |
| 46 – Ústí nad Orlicí  | Petr Fiala         | SproK (za KDU-ČSL)    | 2022             |
| 49 – Blansko          | Jaromíra Vítková   | KDU-ČSL               | 2016, 2022       |
| 51 – Žďár nad Sázavou | Josef Klement      | BEZPP (za KDU-ČSL)    | 2020             |
| 61 – Olomouc          | Lumír Kantor       | BEZPP (za KDU-ČSL)    | 2016, 2022       |
| 63 – Přerov           | Jitka Seitlová     | KDU-ČSL               | 2020             |
| 67 – Nový Jičín       | Ivana Váňová       | KDU-ČSL               | 2022             |
| 77 – Vsetín           | Jiří Čunek         | KDU-ČSL               | 2006, 2012, 2018 |
| 79 – Hodonín          | Eva Rajchmanová    | KDU-ČSL               | 2022             |
| 80 – Zlín             | Patrik Kunčar      | KDU-ČSL               | 2014, 2018       |
| 81 – Uherské Hradiště | Josef Bazala       | KDU-ČSL               | 2020             |

Seznam všech senátorů v tomto funkčním období